# Sidra (village)
Pour les articles homonymes, voir Sidra.
Sidra est un village polonais de la voïvodie de Podlachie et du powiat de Sokółka. Il est le siège de la gmina de Sidra et comptait 730 habitants en 2006.